# Astuatsatur Havenúnio
Astuatsatur (em armênio: Աստուածատուր; romaniz.: Astuacatur) foi um nobre armênio (nacarar) do século VI, membro da família Havenúnio, ativo durante o reinado do xainxá Cosroes I (r. 531–579).

## Vida
Astuatsatur (Աստուածատուր, Astuacatur) é um nome de origem armênia e significa "dado por Deus". É formado por: astuac (աստուած), "Deus"; -a- (-ա-); e -tam (տամ), "dado". Foi variadamente registrado em armênio como Astur (Աստուր), Tatur (Տատուր), Tsatur (Ծատուր), Asuatur (Ասուատուր), Astuatur (Աստուատուր), Aspatur (Ասպատուր), Asatur (Ասատուր) e Artevatsatur (em armênio/arménio: Աստվածատուր, Astvacatur).
Astuatsatur pertencia à família Havenúnio. Compareceu ao Segundo Concílio de Dúbio conveniado pelo católico Narses II em março de 555, conforme registrado nas atas preservadas no Livro das Cartas (Girk T'lt'ots).